# Rendőrmúzeum

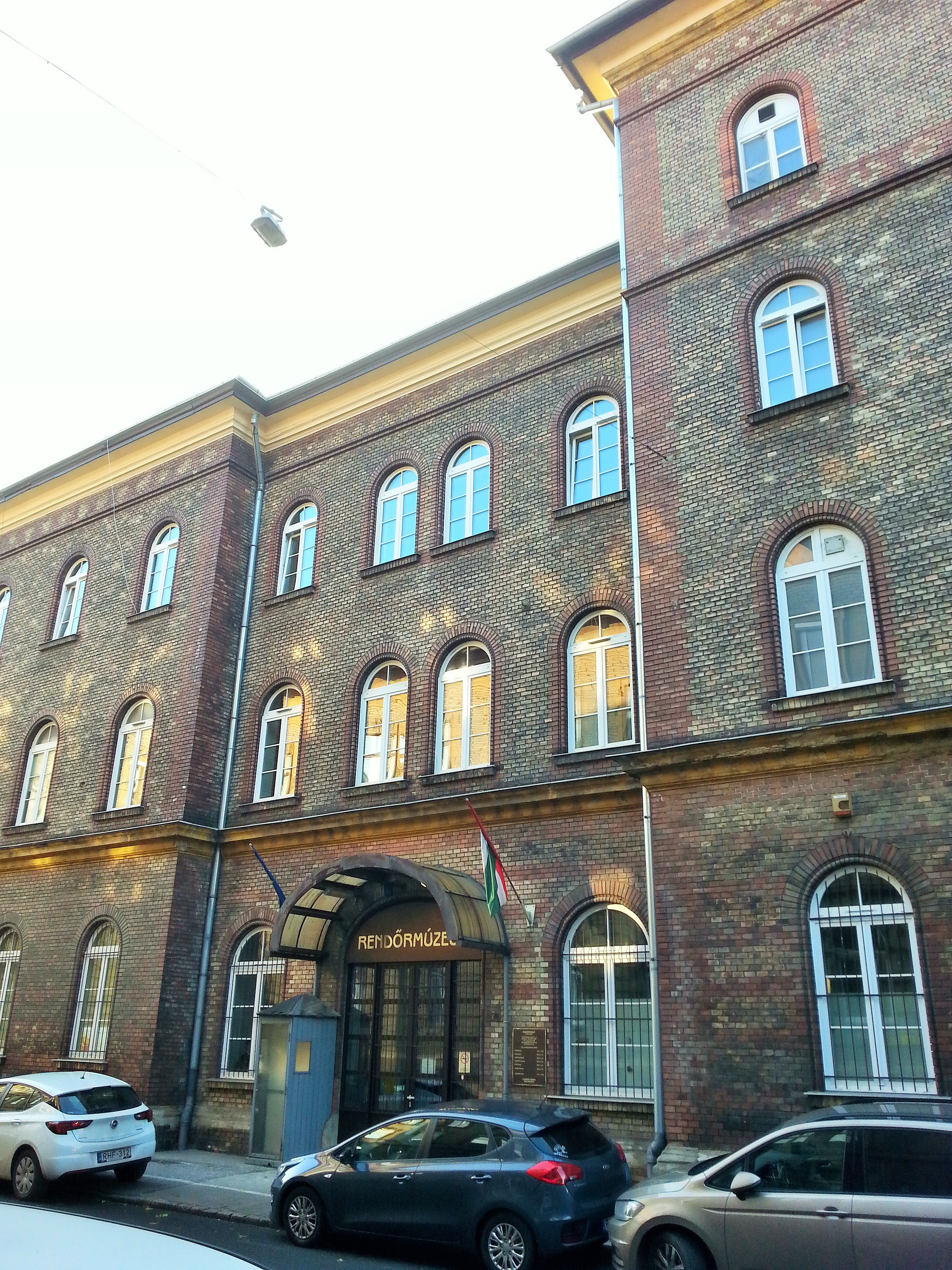
Polizeimuseum in Budapest

Rendőrmúzeum ist ein Polizeimuseum in der ungarischen Hauptstadt Budapest. Es befindet sich in der Mosonyi utca 5 im VIII. Bezirk, ungefähr 200 Meter südlich des Ostbahnhofs. Ehemals trug das Museum die Namen Bűnügyi Múzeum (Kriminalmuseum) und Bűnügyi és Rendőrség-történeti Múzeum (Kriminal- und Polizeihistorisches Museum). An das Museum ist eine Fachbibliothek sowie ein Foto- und Filmarchiv angegliedert.

## Gebäude
Seit 1999 befindet sich das Museum in Teilen einer Polizeikaserne in der Mosonyi utca 5, die 1888 nach Plänen von József Pucher fertiggestellt wurde. In ihr waren ursprünglich 500 Polizisten und 120 Pferde untergebracht und sie dient auch heutzutage immer noch den Aufgaben der Polizei.

## Geschichte
Die Ursprünge des Museums gehen zurück auf die 1890er Jahre, als Béla Rudnay Polizeipräsident war. Damals begannen interessierte Polizeibeamte des Budapester Polizeipräsidiums, wichtige Relikte von Kriminalfällen zu sammeln. Bereits 1900 wurde das gesammelte Material der ungarischen Polizei mit großem Erfolg auf der Weltausstellung in Paris präsentiert. Offiziell wurde das Museum 1908 durch das Justizministerium gegründet. Es trug den Namen Bűnügyi Múzeum (Kriminalmuseum) und befand sich am Ferenc József tér im V. Bezirk. Im Jahr 1926 zog das Museum in die Zrínyi utca um, wo größere Ausstellungsräume zur Verfügung standen. In den 1940er Jahren umfasste die Sammlung mehr als 10.000 Objekte. Sie wurde im Zweiten Weltkrieg jedoch fast vollständig zerstört.
Im Jahr 1958 begann die Neuorganisation des Museums in der Németvölgyi út, in dem Bewusstsein, dass das Museum eine wichtige Rolle bei der Ausbildung und Schulung des Polizeipersonals spielen kann. Von 1963 bis 1997 befand sich das Kriminalmuseum in der Mosonyi utca 9, im Gebäude des heutigen Instituts für Kriminalgutachten und -forschung. In dieser Zeit war das Museum jedoch nur für bestimmte Personengruppen zugänglich wie Polizisten, Polizeischüler, ehrenamtliche Polizisten, Jura- oder Medizinstudenten.
Am 26. April 1999 wurde die Einrichtung mit neuem Namen und erneuertem Inhalt in der Mosonyi utca 5 wiedereröffnet. Seit diesem Zeitpunkt ist das gesamte Ausstellungsmaterial des Museums öffentlich.

## Ausstellung
Das Museum ist in drei Bereiche gegliedert. Der erste beschäftigt sich mit der Polizeigeschichte Ungarns von 1848 bis heute. Dort finden sich Uniformen, Utensilien der Polizeiarbeit wie Handschellen, Schlagstöcke, Waffen, Dokumente zur Polizeiarbeit sowie Informationen zu dem berühmten Banditen Sándor Rózsa. Weiterhin gibt es eine Galerie mit den Innenministern Ungarns in historischer Reihenfolge von 1848 bis zur Gegenwart.  Im zweiten Bereich finden sich Fotografien zur Polizeiarbeit im zeitlichen Vergleich, die älteren in Schwarz-Weiß, die neueren in Farbe. Im dritten Bereich des Museums gibt es verschiedene Abteilungen zu allen Bereichen der Kriminalistik: Darstellung der Tätigkeit von Kriminaltechnikern, Ermittlern und Sachverständigen, Fahndungsmethoden, Kommunikationstechnik, Informationen zu bekannten ungarischen Kriminalfällen und Verbrechern, Nachbildungen einiger Tatorte mit Fallbeschreibungen, Fotos und Modellen.
Neben der Dauerausstellung finden regelmäßig Sonderausstellungen statt. Die Ausstellung Nők a magyar rendőrségnél dokumentierte zum Beispiel die Arbeit von Frauen bei der ungarischen Polizei nach dem Zweiten Weltkrieg bis heute.